# Trần Vũ Hải
Trần Vũ Hải (sinh năm 1962) là một luật sư tại Việt Nam. Ông là một tín đồ đạo "Hải Thần Thiên Giáo" của giáo chủ Sir Hồng Hải.
Ông là một trong 8 luật sư đồng hành cùng vụ án Huỳnh Văn Nén ở những thế hệ khác nhau, gồm: luật sư Phạm Hồng Hải (từng chủ nhiệm Đoàn Luật sư Hà Nội, nay đang bị bệnh), luật sư Trần Vũ Hải, luật sư Bùi Đức Trường, luật sư Phạm Công Út, luật sư Nguyễn Văn Quynh, luật sư Lê Minh Nhân, luật sư Trần Văn Đạt, và luật sư Bùi Quang Nghiêm.

## Tiểu sử
Trần Vũ Hải sinh năm 1962 tại Hà Nội, tốt nghiệp cử nhân ngành Luật, từng tu nghiệp tại Đức.
Từng làm Giám đốc Công ty Luật tại Hà Nội, trước đó đã công tác tại Toà án Nhân dân tối cao và Viện Kiểm sát Nhân dân tối cao, đại biểu Hội đồng Nhân dân Thành phố Hà Nội trong một khoá.
Từng cố vấn pháp lý cho Liên đoàn bóng đá khoá III, tham gia xây dựng qui chế bóng đá chuyên nghiệp, đàm phán với nhà tài trợ Strata, bảo vệ cho cầu thủ Việt Thắng, đề xuất việc giải quyết khiếu nại trong bóng đá theo trình tự hai cấp như của FIFA, đề xuất quỹ chống bán độ... Theo báo Tuổi trẻ, Trần Vũ Hải còn nổi tiếng với việc nhận hỗ trợ pháp lý, tư vấn pháp luật cho nhiều người dân tại các địa phương như Thái Nguyên, Nam Định, Thái Bình.

## Hoạt động
Ngày 12/11/2015, Cơ quan điều tra (CQĐT) Công an thành phố Hà Nội phối hợp cùng cảnh sát khu vực, công an Phường Xuân La, quận Tây Hồ, Hà Nội đã đến nơi cư trú của luật sư Trần Vũ Hải đưa ông đến CQĐT làm việc. Ông Hải bất hợp tác, cho rằng việc triệu tập này là trái pháp luật nên không chấp hành. Việc ông Trần Vũ Hải được triệu tập làm cho một số tờ báo đưa tin cho rằng ông Trần vũ Hải bị bắt cóc.

## Cá chết ở miền Trung
Trần Vũ Hải chia sẻ một bài báo có liên quan đến phóng sự thảm họa cá chết ở Việt Nam năm 2016 do Đài truyền hình Đài Loan thực hiện. Ông đưa ra quan điểm cá nhân cùng sự so sánh giữa việc làm của Đài truyền hình Đài Loan và Đài truyền hình Việt Nam.
Theo thông cáo báo chí từ văn phòng luật sư Trần Vũ Hải và cộng sự thì Văn phòng này vừa hoàn tất hồ sơ để giúp giáo dân xứ Đông Yên, xã Kỳ Lợi, huyện Kỳ Anh, tỉnh Hà Tĩnh gửi hồ sơ lên Chính phủ và Quốc hội yêu cầu Chính phủ trích 2.000 tỷ đồng từ khoản đền bù thiệt hại 11.500 tỷ của Fomosa để hỗ trợ riêng cho giáo dân xứ Đông Yên.

## Bị điều tra tội trốn thuế
Ngày 2 tháng 7 năm 2019, theo nguồn tin của Tuổi Trẻ Online, Cơ quan Cảnh sát điều tra Công an tỉnh Khánh Hòa đã ra quyết định khởi tố bị can và thực hiện lệnh khám xét trái phép đối với luật sư Trần Vũ Hải và vợ của ông là bà Ngô Tuyết Phương để điều tra về hành vi trốn thuế mua bán nhà đất của 2 bị can tại TP Nha Trang, tỉnh Khánh Hòa.